# Younginiformes
Younginiformes is een vervangende naam voor het taxon Eosuchia, voorgesteld door Alfred Romer in 1947.
Omdat de Eosuchia een prullenbaktaxon waren geworden voor veel waarschijnlijk in de verte verwante primitieve diapside reptielen, variërend van het Laat-Carboon tot het Eoceen, stelde Romer voor deze te vervangen door Younginiformes, met inbegrip van de Younginidae en zeer weinig vergelijkbare families, variërend van het Perm tot het Trias.
Younginiformes (inclusief Acerosodontosaurus, Hovasaurus, Kenyasaurus, Tangasaurus, Thadeosaurus, Youngina, et alia sensu Currie en andere onderzoekers in de jaren 1980) is waarschijnlijk geen clade. Het lijkt een graad van Zuid-Afrikaanse diapsiden uit het Perm/Trias te vertegenwoordigen die niet nauwer verwant zijn aan elkaar als geheel dan aan andere reptielen. Een cladistische analyse door Laurin en Pineiro (2017) herstelt Parareptilia als niet alleen onderdeel van Diapsida, maar ook als zustertaxon van Younginiformes.